# 적상중학교
적상중학교(赤裳中學校)는 대한민국 전북특별자치도 무주군 적상면 사산리에 있는 공립 중학교이다.

## 학교 연혁
- 1969년 3월 1일 : 무주중학교 적상분교 인가(1학급)
- 1969년 10월 14일 : 적상중학교 인가(9학급)
- 2024년 1월 5일 : 제53회 졸업 4명 (총 3,316명)
- 2024년 3월 1일 : 제21대 정순도 교장 취임

## 참고 자료
- 적상중학교 - 한국교육학술정보원 학교알리미